# アルブレヒト2世 (バイエルン公)
アルブレヒト2世（Albrecht II., 1369年 - 1397年1月21日）は、14世紀の下バイエルン＝シュトラウビング公。下バイエルン＝シュトラウビング公兼エノー伯、ホラント伯、ゼーラント伯アルブレヒト1世の次男。ヴィルヘルム2世の弟、ヨハン3世の兄。

## 生涯
シュトラウビングに居住して内政に専念する一方、シュヴァーベン都市同盟とザルツブルク大司教の争いに介入、父と兄のヴィルヘルム2世の元にも出向いている。1397年、シュトラウビングへ戻る途中にケルハイムで死去。シュトラウビング領は父の単独統治となり、その死後は兄が相続した。